# 베일스티어 칼사 FC
베일스티어 칼사 FC(영어: Balestier Khalsa FC)는 싱가포르의 축구 클럽이다. 현재는 싱가포르 프리미어리그에 참가하고 있다.

## 역사
1898년에 파툴 카리브(Fathul Karib)라는 이름으로 창단되었으며 창설 당시에는 패러 파크(Farrer Park)에 본부를 두었다. 1975년에 베일스티어 유나이티드 레크리에이션 클럽(Balestier United Recreation Club)으로 이름을 바꾸고 같은 해에 출범한 내셔널 풋볼 리그에 참가했다. 베일스티어 유나이티드는 1958년, 1992년에 열린 싱가포르컵에서 우승을 차지했고 1998년부터 1995년까지 열린 싱가포르 프리미어리그(현재의 S리그의 전신) 시즌에 참가했다.
베일스티어 유나이티드는 1996년에 베일스티어 센트럴(Balestier Central)로 이름을 바꾸고 같은 해에 출범한 S리그의 창설 멤버 가운데 하나로 참가했다. 1999년에는 싱가포르의 시크교 공동체를 대표하는 축구 클럽인 클레멘티 칼사(Clementi Khalsa)가 창설되었는데 이 클럽은 싱가포르 클레멘티 지역을 연고로 했다. 2002년에 베일스티어 센트럴과 클레멘티 칼사가 하나로 통합되면서 오늘에 이른다.

## 성적
- 프라임 리그 2회 우승 (2012, 2013)
- 싱가포르컵 1회 우승 (2014)
- 싱가포르 커뮤니티 실드 1회 준우승 (2015)
- 싱가포르 리그컵 1회 우승 (2013), 1회 준우승 (2015)
- 싱가포르 리그컵 플레이트 토너먼트 1회 우승 (2012), 1회 준우승 (2014)
- 싱가포르 FA컵 1회 우승 (2012)
- 싱가포르 프레지던트컵 1회 우승 (1992)
- FAS 챌린지컵 1회 우승 (1958)

## 선수 명단

### 현역
참고: FIFA 자격 규정에 따라 소속된 국가대표팀 국기를 표시합니다. 선수는 복수의 FIFA 비회원국 국적을 가지고 있을 수 있습니다.
| 번호 | 포지션 | 국적       | 이름          |
| ---- | ------ | ---------- | ------------- |
| 6    | DF     | 싱가포르   | 마드후 모하나 |
| 8    | MF     | 슬로베니아 | 알렌 코자르   |

| 번호 | 포지션 | 국적       | 이름                |
| ---- | ------ | ---------- | ------------------- |
| 27   | FW     | 인도네시아 | 레이크레도 베레만다 |

## 역대 감독
| 감독       | 임기   |
| ---------- | ------ |
| 피터 드 루 | 2022 ~ |